# Amatoxina
Les amatoxines són un grup de substàncies tòxiques, o més concretament hepatotòxiques, que es troba en bolets verinosos com l'Amanita phalloides (farinera borda, cogoma verda), altres espècies d'amanites i la Conocybe filaris. Actua destruint el fetge i els ronyons. Hi ha vuit tipus d'amatoxines (amanina…). No es coneix cap antídot contra els seus efectes.
Les amatoxines actuen lentament, no importa com d'elevada siga la dosi. La seva acció és bloquejar la transcripció de les ARN polimerasa 1 i 2 en les eucariotes; és a dir bloqueja tota síntesi proteica en cèl·lules. Tal vegada les amatoxines s'acomoden en un lloc simètric en la polimerasa o bé en el complex ADN/RNA polimerasa.
Provoca dolor d'estómac, nàusees, vòmits, diarrees greus, altres dolors extrems i hemorràgies, causant finalment la mort de la persona per aturada cardíaca, aproximadament, als dos dies d'ingerir la toxina.

## Estructura
Els compostos tenen una estructura similar, la de vuit residus d’aminoàcids disposats en un motiu macrobicíclic conservat (una estructura pentacíclica global en comptar els anells inherents a la prolina i els residus derivats del triptòfan); van ser aïllats el 1941 per Heinrich O. Wieland i Rudolf Hallermayer. Totes les amatoxines són oligopèptids que se sintetitzen com a proteoteïnes de 35 aminoàcids, a partir de les quals els vuit aminoàcids finals són escindits per una prolil oligopeptidasa. La seqüència esquemàtica d’aminoàcids de les amatoxines és Ile-Trp-Gly-Ile-Gly-Cys-Asn-Pro amb reticulació entre Trp i Cys a través del fragment sulfòxid (S = O) i hidroxilació en variants de la molècula.

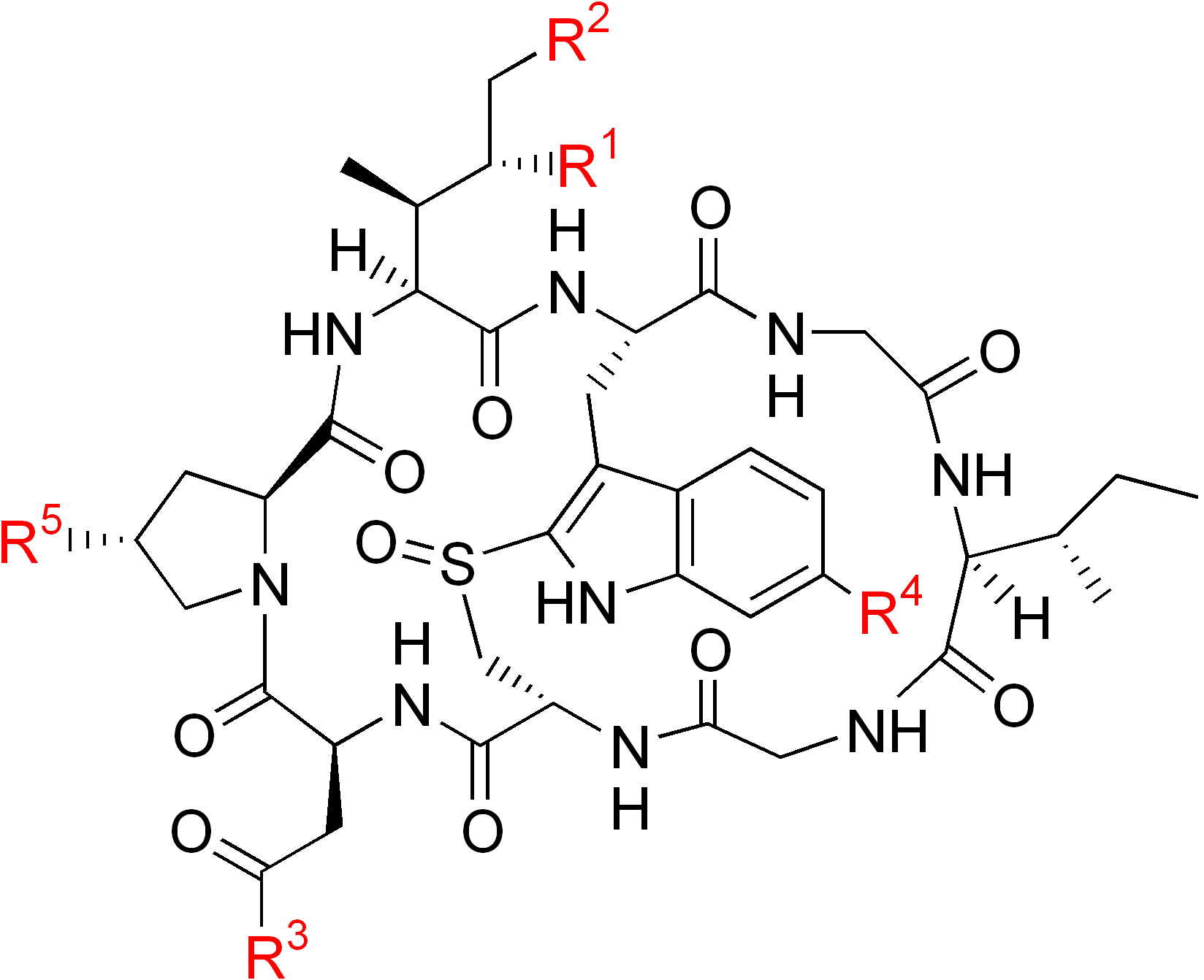
L'estructura vertebral (negra) és la mateixa en totes les amatoxines i cinc grups variables (vermell) determinen el compost específic.
Actualment hi ha deu amatoxines conegudes:
| Name             | R¹ | R² | R3  | R4 | R⁵ |
| ---------------- | -- | -- | --- | -- | -- |
| Amanitina        | OH | OH | NH₂ | OH | OH |
| β-Amanitin       | OH | OH | OH  | OH | OH |
| γ-Amanitin       | OH | H  | NH₂ | OH | OH |
| ε-Amanitin       | OH | H  | OH  | OH | OH |
| Amanullin        | H  | H  | NH₂ | OH | OH |
| Amanullinic acid | H  | H  | OH  | OH | OH |
| Amaninamide      | OH | OH | NH₂ | H  | OH |
| Amanina          | OH | OH | OH  | H  | OH |
| Proamanullin     | H  | H  | NH₂ | OH | H  |

S'ha informat de δ-amanitina, però no s'ha determinat la seva estructura química.